# Thalassodes dorsilinea
Thalassodes dorsilinea là một loài bướm đêm trong họ Geometridae.